# Platak
Platak är ett rekreations- och skidområde drygt 30 kilometer nordost om Rijeka i Kroatien. Rekreations- och skidområdet ligger i regionen Gorski kotar i Primorje-Gorski kotars län.
Sommartid utnyttjas området av bland annat cyklister och bergvandrare. Vintertid öppnar skidbackarna i Ski centar Platak (Plataks skidcentrum) där besökare kan utöva alpina skidsporter. Den mest kända skidbacken är Radeševo 1 som är belägen  1 363 meter över havet.

## Topografi och klimat
Platak är ett utpräglat och till stora delar skogstäckt bergsområde. Dess geografiska läge drygt tio kilometer fågelvägen från Adriatiska havet gör att området har ett speciellt klimat. I Platak blandas bergklimat och medelhavsklimat och det är inte ovanligt att området är täckt i snö när temperaturen vid kusten är över nollgradersstrecket. Bergstopparna är ibland snöklädda fram till april.

## Transport och kommunikationer
Platak nås med motorfordon via motorvägen A6, avfart vid Kikovica, och sedan statsvägen D3 mot Zagreb. Från D3 leder länsvägen 5030 till Platak. Vid skidområdet finns parkeringsplatser.  

## Skidbackar och skidspår

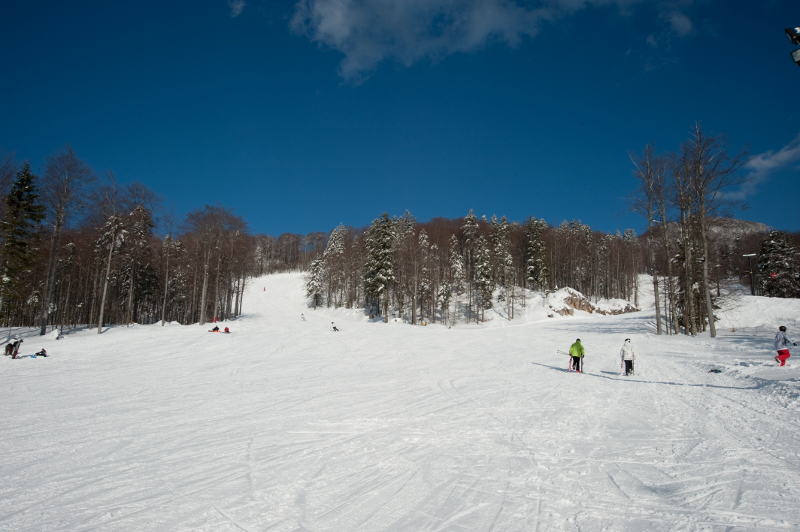
Del av Platak i januari 2010.

I Platak finns åtta skidbackar och tre så kallade parker för hopp och styling. Områdets skidbackar och spår:
| Skidbacke                      | Längd (meter) | Klass | Typ av lift               |
| ------------------------------ | ------------- | ----- | ------------------------- |
| Radeševo 1                     | 806           |       | Stollift för två personer |
| Radeševo 2                     | 1 065         |       | Stollift för två personer |
| Zavoj 19                       | 390           |       | Ingen lift                |
| Pribeniš 1                     | 360           |       | Släplift                  |
| Baby staza (Babybanan)         | 209           |       | Barnlift                  |
| Turistička staza (Turistbanan) | 2 943         |       | Ingen lift                |
| Radeševo 1-spåret              | 120           |       | Spår                      |
| Tešnje                         | 702           |       | Släplift                  |